# Rakuten
Rakuten, Inc (楽 天 株式会社 Rakuten Kabushiki-gaisha) (JASDAQ: 4755) és una empresa japonesa dedicada al comerç per Internet. La seva botiga en línia és la més gran del Japó, amb més de cinquanta milions d'usuaris registrats. El seu director executiu és Hiroshi Mikitani. El grup Rakuten té més de 10.000 treballadors a tot el món. La facturació del primer trimestre del 2013 va ser de 1.000 milions d'euros, el 20 % més que el trimestre anterior. A Europa la companyia té oficines a França, Àustria, Alemanya i Anglaterra. Rakuten és considerada una de les 10 companyies més innovadores del món, segons la revista Forbes.
El 16 de novembre de 2016 es va anunciar que Rakuten seria el futur patrocinador oficial del FC Barcelona a partir de la temporada 2017-2018, amb un contracte fins al 2021.

## Història
Fundada el 1997 a Tòquio, Rakuten és actualment una de les 10 principals empreses d'internet al món juntament amb Google, Amazon, eBay o Yahoo. La decisió de l'empresa d'instal·lar-se a Barcelona és fruit de més d'un any de treball conjunt amb l'oficina de la Generalitat a Tòquio, que ha donat suport al projecte d'ençà de la primeria. Rakuten tenia fins ara amb una societat comercial a Madrid.
La filial catalana ha previst de crear vint-i-cinc llocs de treball en un primer temps, que eixamplarà fins a vuitanta en un període de tres anys. Aquesta és la segona plataforma de comerç electrònic que Rakuten obre a Europa, després de França.
L'agost del 2012, Rakuten va comprar la start-up catalana «Wuaki.tv», una de les companyies líders a Europa en el servei de video sota demanda (VOD) i que actualment és present a Espanya i el Regne Unit, i a final del 2014 també a França, Alemanya i Itàlia. Actualment té quasi 1,5 milions d'usuaris i prop de 100 treballadors a la seva oficina al Poble Nou de Barcelona. L'any 2017, coincidint amb el patrocini del FC Barcelona, Wuaki.tv va ser rebatejada com a Rakuten TV.

## Patrocinis
Rakuten es converteix en 'Global Innovation and Entertainment Partner' i 'Global Presenting Partner' de la Davis Cup. La competició passa a dir-se Davis Cup by Rakuten fins a 2020. 